# RNA激活
RNA激活（RNA activation, RNAa) 是一种由小分子RNA介导的特异性基因表达上调机制，是李龙承等于2006年首先在人细胞中发现并命名的。随后，其他研究小组也报道了相似的现象，证明了RNA激活是从人及大小鼠等哺乳类动物到植物及线虫中的保守现象。RNA激活是由靶向基因启动子区域的双链小RNA（dsRNA）分子介导并需要Argonaute（AGO）蛋白的参与。这类能够诱导RNA激活现象（即激活基因表达）的dsRNA被称为小激活RNA（small activating RNA，saRNA）。saRNA可通过人工设计及化学合成而获得，也可为天然存在的内源性RNA如miRNA；前者介导的RNA激活被称为外源性RNA激活，后者为内源性RNA激活。

## 与RNA干扰（RNAi）的异同
介导外源性RNA激活的saRNA与介导RNAi的siRNA结构相似， 是含21个核苷酸的双链RNA（dsRNA），其兩条链在各自的3’端含2个核苷酸的突出。和RNAi一样，RNAa也需要AGO蛋白特别是AGO2的参与，其作用可能是处理和活化saRNA分子，并介导saRNA与其启动子上的靶位点结合。与RNAi（主要发生在胞浆）不同的是，RNA激活机制发生在细胞核，介导RNA激活的saRNA靶向启动子而不是mRNA序列，此外，RNA激活具有特殊的时效性，表现为其效果（基因表达上调）的出现呈现48小时左右的滞后，及效果的长久性（10-14天）。其机制被认为是因为RNA激活导致了表观遗传的改变。

## 内源性RNA激活
2008年Place等报道了天然存在的miRNA也能够靶向启动子序列而诱导RNA激活。他们发现人CDH1及CSDC2基因启动子存在miR-373的靶位点，在人肿瘤细胞中引入miR-373的模拟物（mimics）能激活其靶基因的表达。后来，Huang等进一步证实了内源性miRNA介导的RNAa，并且发现该机制在正常及肿瘤细胞的增殖中起重要作用。Xiao等还报道了靶向增强子区域的miRNA也能够诱导RNA激活。Chaluvally-Raghavan等发现miR-551b-3p通过靶向激活STAT3而促进卵巢癌细胞增殖、生存和肿瘤生长。目前对于有多少基因受到内源性RNA激活机制的调控还不清楚，但有研究发现miRNA及AGO蛋白在人基因组的启动子区存在广泛的结合位点，提示miRNA可能在转录或者表观遗传水平调控大量的基因。

## RNA激活的应用
RNA激活是一种简单易行的上调基因表达的方法，在生物医学领域具有广泛的潜在用途，包括作为工具用于研究基因的功能和对细胞进行重新编程，以及作为治疗疾病的手段，包括肿瘤、心血管疾病、勃起功能障碍等。目前，治疗肝癌的saRNA药已经进入临床试验。

## 延伸阅读
- Check, Erika. . Nature. 2007, 448 (7156): 855–8. PMID 17713502. doi:10.1038/448855a.
- Long-Cheng Li. . Singapore: Springer Nature. 2017  [2018-08-20]. ISBN 978-981-10-4310-9. （原始内容存档于2018-08-20）.
- Garber K. . Science. November 2006, 314 (5800): 741–2  [2011-12-13]. PMID 17082428. doi:10.1126/science.314.5800.741a. （原始内容存档于2008-06-19）.
- How to get your genes switched on. New Scientist 16 November 2006（页面存档备份，存于）

## 外部連結
- RNAa FAQs Li Lab, University of California San Francisco（页面存档备份，存于）
- saRNAdb - Resource of small activating RNAs for up-regulating gene expression IMTech（页面存档备份，存于）